# Ateneu Obrer Mallorquí
L'Ateneu Obrer Mallorquí va ser una associació obrera fundada a la ciutat de Mallorca el 1890, amb motiu del Primer de Maig, i amb l'objectiu d'impulsar a l'illa l'organització dels treballadors. El seu primer president i impulsor va ser l'anarcosindicalista Sebastià Alorda (ja present en el moviment obrer dels anys 1872-1873). Comptà amb la participació de persones vinculades a les diverses tendències del moviment obrer d'aleshores, entre els quals destacaren: Francesc Roca (primer secretari), Josep Rodríguez, Joan Francesc Aranda, Salvador Gelabert, Bartomeu Bestard, Miquel Forteza, Jaume Orell, Josep Rosselló, Ricard Sanjuan i Félix Mateu.
Entre les seves accions, destaca la vaga de fariners que pel juny de 1890 es dugué a terme a la fàbrica Pieras i Mateu, que acabà amb el processament de 32 treballadors. Les divergències entre republicans, socialistes i anarquistes, a causa de l'acostament cap al Partit Socialista i la Unió General de Treballadors, provocaren el 1892 el seu trencament.